# 현대파워텍
현대파워텍(Hyundai Powertech)은 현대자동차그룹 계열의 자동차 변속기 전문 제조 업체이다. 2001년 3월 14일 대한민국 최초의 자동변속기 회사로 설립된 현대파워텍은 소형에서 대형에 이르는 변속기 풀 라인업을 구축하고 있다. 현재 연간 150만 대의 생산 능력을 갖추고 있으며, 2019년 1월 2일에 현대트랜시스에 흡수합병되었다.

## 개발 제품
()는 높은 토크
- 8R40/8R50: 후륜 구동형 8단 자동변속기, 40토크(50토크)
  - 적용 차종: 모하비, K9, 제네시스, 제네시스 쿠페, 에쿠스
- 6F17: 소형 전륜 구동형 6단 자동변속기, 17토크
  - 적용 차종: K3, 쏘울, 아반떼, 쏘나타(YF). 엑센트(RB) 1.6
- 6F24/6F26: 중형 전륜 구동형 6단 자동변속기, 24토크(26토크)
  - 적용 차종: K5, 스포티지R, 투싼ix, 그랜저(HG)
- 6F33/6F36/6F40: 대형 전륜 구동형 6단 자동변속기, 33토크(36,40토크)
  - 적용 차종: K7, 쏘렌토R, 카니발R, 싼타페(DM)
- 5F16/5F23: 대형 전륜 구동형 5단 자동변속기, 16토크(23토크)
  - 적용 차종: K5 LPI, 쏘나타(YF) LPI
- 4F12: 경형 전륜 구동형 4단 자동변속기, 12토크
  - 적용 차종: 기아 모닝, i10, 프라이드(신형), 벤가
- 4F16/4F23: 소형 전륜 구동형 4단 자동변속기, 16토크(23토크)
  - 적용 차종: 기아 레이, i20, 엑센트(RB) 1.4, 1.6 VGT
- CF12/CF14: 전륜 구동형 무단변속기. 12토크(14토크)
  - 적용 차종: 기아 레이, 모닝, 엑센트(RB) 카파 1.

## 같이 보기
- 현대트랜시스